# إيفان جارد مورينو
إيفان جارد مورينو (بالإسبانية: Iván Jared Moreno)‏ هو لاعب كرة قدم مكسيكي في مركز الوسط، ولد في 1998 في مدينة بويبلا في المكسيك. لعب مع نادي أمريكا.